# Catherine Labonté
Pour les articles homonymes, voir Labonté.
Catherine Labonté est une artiste verrière québécoise. 
Ses œuvres sont distribuées à travers sa société, Cat designer verrier. 
Ses sculptures de verre soufflé représentent principalement des animaux très colorés, inspirés des dessins animés. 

## Biographie
Catherine Labonté est diplômée du Cégep du Vieux Montréal en arts plastiques (2001) et en métiers d'art, option verre (2002). Elle fonde son entreprise Cat designer verrier dès l'obtention de son diplôme en 2002. 
Elle enseigne la technique du thermoformage à l'Espace Verre depuis 2009. Elle est artiste invitée au musée du verre de Corning aux États-Unis à plusieurs reprises. Elle participe également à l'activité annuelle Adopt-a-Glass-Pet Day au musée depuis 2015.
En 2020, elle s'installe dans son nouvel atelier de production à Bedford (Québec) dans les Cantons-de-l'Est.

## Musées et collections publiques
- Musée des métiers d'art du Québec
- Musée du verre de Corning
- Musée national des beaux-arts du Québec
- Collection Loto-Québec

## Distinctions
- 2007 : Niche Award aux États-Unis[réf. nécessaire]
- 2008: Prix François-Houdé décerné par la ville de Montréal[6]